# Alken (Niemcy)
Alken – miejscowość i gmina w Niemczech, w kraju związkowym Nadrenia-Palatynat, w powiecie Mayen-Koblenz, wchodzi w skład gminy związkowej Rhein-Mosel. Do 30 czerwca 2014 wchodziła w skład gminy związkowej Untermosel.